# Andrea Santana
Andrea Santana est une réalisatrice brésilienne née dans le Nordeste en 1964.

## Biographie
Architecte et urbaniste de formation, elle s’installe en France en 1999. 
En 2002, elle s'associe avec Jean-Pierre Duret pour réaliser  Romances de terre et d’eau, un documentaire sur des paysans du Sertao au Brésil. 
En 2008, ils réalisent Puisque nous sommes nés. On y suit deux enfants au Brésil, Cocada 13 ans et Nego 14 ans. Cocada rêve de devenir chauffeur routier. Nego vit dans une favela. Ce film est produit par Jamel Debbouze.
En 2014, ils font le portrait de personnes vivant en France, à Givors, dans la grande pauvreté. 
En 2020, ils retournent au Brésil pour réaliser Rio de viozes — Les voix du fleuve.

## Filmographie

### Réalisatrice
Avec Jean-Pierre Duret :
- 2001 : Romances de terre et d'eau
- 2004 : Le Rêve de São Paulo
- 2008 : Puisque nous sommes nés (No Meio do Mundo)
- 2014 : Se battre
- 2022 : Les Voix du fleuve (pt) (Rio de Vozes)